# خوسيه فييرا
خوسيه فييرا (بالبرتغالية: José Vieira‏) هو مجدف برتغالي، ولد في 22 أكتوبر 1932 في كامينيا في البرتغال.

## وصلات خارجية
- خوسيه فييرا على موقع الاتحاد الدولي للتجديف (الإنجليزية)
- خوسيه فييرا على موقع اللجنة الأولمبية الدولية (الإنجليزية)
- خوسيه فييرا على موقع أوليمبيديا (الإنجليزية)